# Añisoc
Añisoc ou Añisok é uma cidade da Guiné Equatorial. Está localizada na província de Wele Nzas, tem uma população de 10.191 habitantes (Estimativas de 2005).